# قلعه آغنجه قلعه
قلعه آغنجه قلعه مربوط به سده‌های اولیه و میانه دوران‌های تاریخی پس از اسلام - دوره ساسانیان است و در شهرستان ورزقان، بخش مرکزی، دهستان بکر آباد، ۲ کیلومتری جنوب غربی روستای اوزی واقع شده و این اثر در تاریخ ۶ اسفند ۱۳۸۵ با شمارهٔ ثبت ۱۷۵۱۳ به‌عنوان یکی از آثار ملی ایران به ثبت رسیده است.